# 発寒
発寒（はっさむ）は、北海道札幌市西区にある地名。

## 概要
地区内を北海道旅客鉄道（JR北海道）の函館本線と札幌市営地下鉄の東西線が通過しており、函館本線に発寒駅・発寒中央駅が、東西線に宮の沢駅と発寒南駅が置かれている。中心部は閑静な住宅街であるが、周辺部には1967年、札幌市と手稲町が合併する頃に木工団地・鉄工団地と呼ばれる工場地域が造成され、札幌市の産業拠点のひとつとなっている。また、JR線から北側は牧草地であった。1989年（平成元年）に札幌市西区から手稲区を分区する際、発寒の一部が手稲区新発寒という地名として分割された。現在はそれぞれの地区とも宅地化が進んでいる。
JR函館本線が札幌市内から見て琴似駅まで高架になったが、発寒地区は高架ではなく、踏切が4ヶ所存在する。跨線橋は、新琴似通、札樽自動車道（国道5号）、西野屯田通の3ヶ所がある。手稲区との境である追分通もJR線の上を通っている。
住居表示は、発寒1条2丁目から発寒17条14丁目まで存在する。隣接している地区は、北は河川の新川を境に北区新川、北東は琴似発寒川を境に西区八軒、東は同じく琴似、南は二十四軒手稲通を境に西町、宮の沢、西は追分通を境に手稲区西宮の沢および新発寒である。
発寒地区中心部の道路は、発寒神社前を通る「稲荷街道」に沿った南北の区画と、鉄道に並行する方角の区画とがある。稲荷街道は琴似から分村した発寒屯田兵村の中心となる道路であり、鉄道の南側が兵村であったが、この区画はそれほど広範囲ではなく、後に都市計画道路が鉄道に沿う形で建設されたため、これらと斜めに交わる形となり複雑な道路網の要因となった。この状態で住居表示変更により条・丁目を割り振った結果、数字が不連続となり住居表示に存在しない住所（例：発寒1条1丁目、5条1丁目、6条1～2丁目等）がある。

## 地名の由来
現在の発寒川のアイヌ語名に由来する。

## 歴史
- 安政年間 後志国小樽郡の銭函から札幌郡を経て胆振国千歳郡に至る札幌越新道（千歳新道、国道5号の前身）が 箱館奉行によって開削された。
- 1856年（安政3年）：稲荷社（後の発寒神社）が創建される。
- 1857年（安政4年）：在住武士の山岡精次郎・大竹慎十郎・永田休蔵ら幕府旗本の武士20人とその従者が入地[6]。
- 1871年（明治4年）：琴似発寒の名称が決定。
- 1876年（明治9年）：発寒に屯田兵32戸が入る。琴似屯田兵村の分村として開拓が始まったため、在住武士、屯田兵、さらには自移民の手により開拓された。
- 1883年（明治16年）：発寒村が琴似村と合併。
- 1922年（大正11年）：発寒小学校（1学級、児童65名）開校。
- 1941年（昭和16年）：発寒小学校は発寒国民学校となる
- 1942年（昭和17年）：琴似村が町制施行し琴似町となり、琴似発寒となる。
- 1947年（昭和22年）：発寒国民学校が学校教育法の施行に伴い、発寒小学校となる。
- 1955年（昭和30年）：琴似町が札幌市と合併。発寒小学校が札幌市立発寒小学校と改称される。
- 1962年（昭和37年）：発寒工業団地造成開始。
- 1963年（昭和38年）：北海道札幌琴似工業高校開校。
- 1967年（昭和42年）：手稲町が札幌市と合併。
- 1967年（昭和42年）：札幌市立発寒西小学校開校、札幌市立発寒中学校開校。
- 1970年（昭和45年）：札幌市立発寒南小学校（発寒小学校より329名、発寒西小学校より91名）開校。
- 1971年(昭和44年)：札幌新道開通
- 1972年（昭和47年）：札幌市が政令指定都市となり区制施行。札幌市西区となる。札幌市立西小学校開校。
- 1974年（昭和49年）：札幌市立西陵中学校（1年5学級･2年5学級計10学級）開校。発寒温水プール開設。
- 1975年（昭和50年）：札幌市立発寒東小学校（発寒小学校より410名）開校。
- 1976年（昭和51年）6月10日：地下鉄東西線の開通と共に地下鉄琴似駅（終着駅）が開業。
- 1986年（昭和61年）：西区体育館開設。温水プール移設。
- 1987年（昭和62年）：JR発寒中央駅、JR発寒駅開業。
- 1988年（昭和63年）：JR函館本線、琴似まで高架化。
- 1989年（平成元年）：西区から手稲区が分区。発寒の一部が新発寒として手稲区に所属。現在の住居表示に確定。
- 1994年（平成6年）：はっさむ地区センター開設。西消防署移築。水道局西営業所移築。発寒流雪溝供用開始。
- 1998年（平成10年）：発寒破砕工場稼働。リサイクルプラザ発寒工房開設。
- 1999年（平成11年）：地下鉄東西線琴似駅より宮の沢駅（終着駅）延伸開業。発寒南駅開業。

## 住所
| 町丁                                         | 郵便番号 |
| -------------------------------------------- | -------- |
| 発寒1条2丁目～4丁目                          | 063-0821 |
| 発寒2条1丁目～5丁目                          | 063-0822 |
| 発寒3条1丁目～6丁目                          | 063-0823 |
| 発寒4条1丁目～7丁目                          | 063-0824 |
| 発寒5条2丁目～8丁目                          | 063-0825 |
| 発寒6条3丁目～5丁目、7丁目〜14丁目           | 063-0826 |
| 発寒7条4丁目～5丁目、7丁目〜14丁目           | 063-0827 |
| 発寒8条5丁目、7丁目、9丁目〜14丁目           | 063-0828 |
| 発寒9条9丁目〜14丁目                         | 063-0829 |
| 発寒10条1丁目〜6丁目、11丁目〜14丁目         | 063-0830 |
| 発寒11条1丁目〜6丁目、11丁目〜12丁目、14丁目 | 063-0831 |
| 発寒12条1丁目〜5丁目、11丁目〜14丁目         | 063-0832 |
| 発寒13条2丁目〜5丁目、11丁目〜14丁目         | 063-0833 |
| 発寒14条1丁目〜5丁目、11丁目〜14丁目         | 063-0834 |
| 発寒15条1丁目〜4丁目、12丁目〜14丁目         | 063-0835 |
| 発寒16条1丁目〜4丁目、12丁目〜14丁目         | 063-0836 |
| 発寒17条3丁目〜4丁目、13丁目〜14丁目         | 063-0837 |

## 教育機関

### 保育園
- （私立）発寒保育園（発寒3-1）
- （私立）ひかり保育園（発寒5-6）
- （私立）西発寒保育園（発寒9-11）
- （私立）発寒たんぽぽ保育園（発寒11-5）

### 幼稚園
- 札幌市立はまなす幼稚園 （発寒6-12）
- （私立）発寒幼稚園（発寒5-3）
- （私立）あづま幼稚園（発寒16-4）

### 小学校
- 札幌市立発寒小学校（発寒10-4）
- 札幌市立発寒西小学校（発寒5-7）
- 札幌市立発寒南小学校（発寒2-4）
- 札幌市立発寒東小学校（発寒15-2）
- 札幌市立西小学校（発寒7-13）

### 中学校
- 札幌市立発寒中学校（発寒5-7）
- 札幌市立西陵中学校（発寒15-2）

### 高等学校
- 北海道札幌琴似工業高等学校（発寒13-11）

### 特別支援学校
- 市立札幌北翔支援学校（発寒11-6）

### その他
- 鉄工団地自動車学園（発寒16-13）

## 公共施設
- はっさむ地区センター（発寒10-4）
- 発寒まちづくりセンター（発寒5-3）
- 発寒北まちづくりセンター（発寒12-4）
- 市営住宅発寒集会所（発寒12-5）
- 西消防署（発寒10-4）
- 発寒交番（発寒10-3）
- 鉄工団地交番（発寒13-5）
- 札幌発寒五条郵便局（発寒5-3）
- 札幌発寒駅前郵便局（発寒9-13）
- 札幌発寒十一条郵便局（発寒11-4）
- 発寒川沿会館（発寒1-3）
- 発寒児童会館（発寒7-7）
- 発寒北児童会館（発寒13-4）
- 西区体育館・西温水プール（発寒5-8）
- 介護予防センター発寒（発寒11-3）
- 西清掃事務所・発寒清掃工場・破砕工場・リサイクルプラザ発寒工房（発寒15-14）
- 札幌法務局西出張所（発寒4-1）
- 札幌西税務署（発寒4-1）
- 札幌市西区役所、西区民センター・保健センター（琴似2-7）

## 交通機関
- 札幌市営地下鉄：東西線

（宮の沢駅） - 発寒南駅 - （琴似駅）
発寒南駅（札幌市西区西町北7 - 2番出口：発寒2-5）
- JR函館本線

（稲積公園駅）- 発寒駅 - 発寒中央駅 - （琴似駅）
発寒駅（発寒9-13）、発寒中央駅（発寒10-3）
- ジェイ・アール北海道バス、北海道中央バス

## 関連施設・商業施設
- 発寒神社（発寒11-3）
- 大鳳山薬師寺（発寒12-3）
- コープさっぽろ本部（発寒11-5）
- ビッグハウス ウエスト店（発寒7-9）
- スーパーアークス発寒店（発寒14-4）
- DCM発寒店（発寒13-4）
- イオンモール札幌発寒（イオン札幌発寒店を含む）（発寒8-12）
- ラッキー発寒店（発寒8-13）
- ヤマダデンキテックランド札幌発寒店（発寒11-14）
- ケーズデンキ発寒店（発寒13-14）
- さっぽろ振袖一番館つちや（発寒11-4）
- フォトスタジオBMつちや（発寒11-4）
- 斉藤ファーム（発寒8-13）